# Gnieszowice (Gnieszowice)
Gnieszowice – kolonia wsi sołeckiej Gnieszowice w Polsce, położona w województwie świętokrzyskim, w powiecie sandomierskim, w gminie Koprzywnica.
W latach 1975–1998 kolonia położona była w województwie tarnobrzeskim.
W administracji kościelnej rzymskokatolickiej wieś położona w archidiecezji lubelskiej, w diecezji sandomierskiej, w dekanacie koprzywnickim, w parafii pw. św. Floriana.

## Historia
Gnieszowice w dokumencie z r. 1277 Gniewoszyce, w r 1360 Gniessowice, wieś, powiecie sandomierskim. Według dokumentu z r. 1277 własność klasztoru koprzywnickiego. W dokumencie z roku 1363 i 1370 występuje „heredes de Gniessowice“.
W r. 1374 Albert i Mikołaj, ówcześni dziedzice wsi sprzedają swą część Konradowi, opatowi koprzywnickiemu za 500 grzyw. Po śmierci ich siostry Wichny, klasztor obejmuje całą wieś (Kod. mał., t.III, s.159,241,271,300).
Według spisu powszechnego z roku 1921 we wsi wówczas Gnieszowice było 75 budynków (w tym mieszkalnych 63) i 425 mieszkańców.